# Fábio Pena
Fábio Pena (født 27. august 1990) er en brasiliansk fodboldspiller.